# Dzitás
Dzitás es una localidad del estado de Yucatán, México, cabecera del municipio homónimo.

## Toponimia
El nombre se traduce de la maya como planta del plátano, por derivarse de las voces Dzit, planta, mata, y haaz, plátano.

## Historia
En donde hoy se erige el pueblo de Dzitás, antes de la conquista de Yucatán, existió un poblado maya perteneciente a la jurisdicción de los Cupules. 
No hay una fecha precisa de la fundación del pueblo, pero hacia el año de 1549 ya existía en este sitio una encomienda.
Declarada la independencia de Yucatán (1821), Dzitás se integró al Partido de Valladolid. Más tarde, Dzitás quedó incluido en el Partido de Espita. En 1918 con la Ley de Municipios promulgada entonces, pasó a ser la cabecera del municipio del mismo nombre.

## Geografía

### Localización
El pueblo de Dzitás se encuentra en la región conocida como centro-norte del estado de Yucatán, aproximadamente 25 km al norte de Chichén Itzá y a 135 km al oriente de la ciudad de Mérida, capital del estado.